# Kōkūtai Tainan
Le kōkūtai Tainan (台南海軍航空隊, Tainan kaigun kōkūtai) est un groupe d'aviation (kōkūtai) du service aérien de la Marine impériale japonaise formé à Tainan pendant la Seconde Guerre mondiale.
Unité de garnison de base aérienne et de chasse pendant la guerre du Pacifique, la partie aérienne de l'unité est fortement impliquée dans de nombreuses campagnes et batailles majeures de la première année de la guerre. Les exploits de l'unité sont largement médiatisés dans les médias japonais de l'époque, notamment parce qu'elle produisit plus d'as que toute autre unité de chasse de la Marine impériale japonaise.
Plusieurs de ses as figurent parmi les meilleurs de la Marine impériale japonaise, notamment Hiroyoshi Nishizawa, Saburō Sakai, Junichi Sasai, Watari Handa (en), Masaaki Shimakawa (en) et Toshio Ōta.